# Аколен
Аколен (фр. Acolin) је река у Француској. Дуга је 63 km. Улива се у Лоару. 